# Second Division 1906-1907
La stagione 1906-1907 è stata la quindicesima edizione della Second Division, secondo livello del campionato di calcio inglese. Il capocannoniere del torneo fu Fred Shinton del West Bromwich Albion con 28 reti.

## Classifica finale
|  | Pos. | Squadra              | Pt | G  | V  | N  | P  | GF | GS | GF GS |
|  | ---- | -------------------- | -- | -- | -- | -- | -- | -- | -- | ----- |
|  | 1    | Nottingham Forest    | 60 | 38 | 28 | 4  | 6  | 74 | 36 | 2.06  |
|  | 2    | Chelsea              | 57 | 38 | 26 | 5  | 7  | 80 | 34 | 2.35  |
|  | 3    | Leicester Fosse      | 48 | 38 | 20 | 8  | 10 | 62 | 39 | 1.59  |
|  | 4    | West Bromwich        | 47 | 38 | 21 | 5  | 12 | 83 | 45 | 1.84  |
|  | 5    | Bradford City        | 47 | 38 | 21 | 5  | 12 | 70 | 53 | 1.32  |
|  | 6    | Wolverhampton        | 41 | 38 | 17 | 7  | 14 | 66 | 53 | 1.25  |
|  | 7    | Burnley              | 40 | 38 | 17 | 6  | 15 | 62 | 47 | 1.32  |
|  | 8    | Barnsley             | 38 | 38 | 15 | 8  | 15 | 73 | 55 | 1.33  |
|  | 9    | Hull City            | 37 | 38 | 15 | 7  | 16 | 65 | 57 | 1.14  |
|  | 10   | Leeds City           | 36 | 38 | 13 | 10 | 15 | 55 | 63 | 0.87  |
|  | 11   | Grimsby Town         | 35 | 38 | 16 | 3  | 19 | 57 | 62 | 0.92  |
|  | 12   | Stockport County     | 35 | 38 | 12 | 11 | 15 | 42 | 52 | 0.81  |
|  | 13   | Blackpool            | 33 | 38 | 11 | 11 | 16 | 33 | 51 | 0.65  |
|  | 14   | Gainsborough Trinity | 33 | 38 | 14 | 5  | 19 | 45 | 72 | 0.62  |
|  | 15   | Glossop              | 32 | 38 | 13 | 6  | 19 | 53 | 79 | 0.67  |
|  | 16   | Burslem Port Vale    | 31 | 38 | 12 | 7  | 19 | 60 | 83 | 0.72  |
|  | 17   | Clapton Orient       | 30 | 38 | 11 | 8  | 19 | 45 | 67 | 0.67  |
|  | 18   | Chesterfield         | 29 | 38 | 11 | 7  | 20 | 50 | 66 | 0.76  |
|  | 19   | Lincoln City         | 28 | 38 | 12 | 4  | 22 | 46 | 73 | 0.63  |
|  | 20   | Burton United        | 23 | 38 | 8  | 7  | 23 | 34 | 68 | 0.50  |

### Verdetti
- Nottingham Forest e Chelsea promosse in First Division 1907-1908.